# Памятник Нариману Нариманову (Ульяновск)
Памятник Нариману Нариманову— памятник в Ленинском районе города Ульяновска. Посвящён Нариману Нариманову, азербайджанскому писателю, большевику, наркому иностранных дел и председателю СНК Азербайджанской ССР (1920—1922). 

## История
Памятник открыт 9.12.1977 года, на проспекте Нариманова, в микрорайоне «Север». Композиция из красного гранита, созданная скульптором Асланом Рустамовым, была подарком азербайджанского народа городу. 

Памятник изображён в филателии. Министерство связи СССР выпустило 07.03.1989 г. почтовый конверт ХМК СССР. Ульяновск. Памятник Нариману Нариманову.

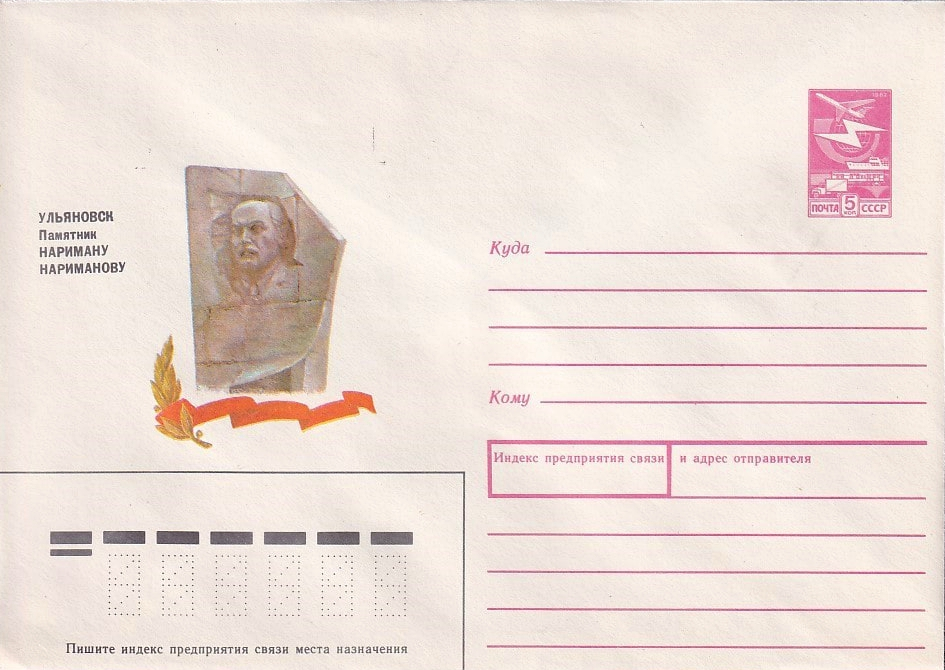
ХМК СССР, 1989. Ульяновск. Памятник Нариману Нариманову.